# إستيلي
إستيلي (النطق الإسباني: : esteˈli)، رسميا فيلا دي سان أنطونيو دي بافيا دي إستيلي هي مدينة وبلدية ضمن قسم إستيلي.
وهي ثالث أكبر مدينة في نيكاراغوا، [1] وهي مركز تجاري نشط في الشمال، ويعرف باسم «الماس من سيغوفيا»;  هذا الاسم الذي تم إنشاؤه من قبل أوسكار كوريا مولينا في برنامجه الإذاعي «الترامبولين 43».

## موقعها
تقع إستيلي على الطريق السريع الأمريكي Pan-American Highway، على بعد 150 كم شمال ماناغوا، وهي مدينة سريعة النمو والتقدمية من حوالي 119,000 شخص. وتتمتع بمناخ لطيف خلال معظم السنة بسبب موقعها في المرتفعات الشمالية الوسطى على ارتفاع متوسط 844 متر فوق مستوى سطح البحر. وتحيط المدينة أيضا الجبال من الصنوبر والصنوبر والجوز، والهضاب التي ترتفع إلى 1600 متر فوق مستوى سطح البحر، وبعضها محمية كمحميات طبيعية.
وكانت استيلي مسرحا للقتال العنيف في الحرب الأهلية ضد حكومة سوموزا في الفترة من 1978 إلى 1979. وكانت المدينة قد قصفت بشدة من قبل الحرس الوطني للنظام، مما أدى إلى انخفاض العديد من مباني المدينة إلى الأنقاض. وبلغت الخسائر البشرية حوالي 000 15 شخص؛ وكان العديد منهم شبابا ذبحوا للاشتباه في أنهم جزء من التمرد. أعيد بناء المدينة ولكن بعض الهياكل لا تزال تظهر ثقوب الرصاص.

## الاقتصاد والسياحة

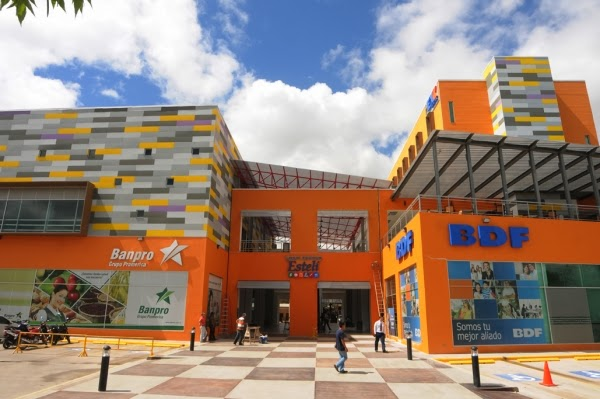

Multicentro Estelí فندق (هيكس) 3 نجوم، ودور السينما والمحلات التجارية والبنوك، محكمة الغذاء.
رمز جديد للتنمية الاقتصادية في إستيلي.
الأرض حول إستيلي مثالية لزراعة التبغ للاستخدام في السيجار، وأصبحت المدينة ملاذا لصانعي السيجار الكوبيين بعد الثورة الكوبية في عام 1959. جعلت السيجار الحائز على جائزة إستيلي واحدة من أهم المدن المنتجة للسيجار في العالم. كما يوجد في إستيلي العديد من مدارس اللغات. المطاعم والفنادق تلبي للسياح المسافرين إلى المحميات الطبيعية القريبة وأجزاء أخرى من المنطقة. وتشمل المحميات الطبيعية في جميع أنحاء المنطقة ميرافلور، تيسي-إستانزويلا، لاس بريساس-كويابوك، تومابو، تيبيسوموتو، وموروبوتينتي.
ووفقا للبنك الدولي وبطاقة أداء البلدية لعام 2008، الذي يكمل التقرير السنوي عن تقرير مامرسة أنشطة الأعمال، فإن بلدية إستيلي تحتل المرتبة الأولى والثانية من بين 143 بلدية في عشرة بلدان في أمريكا اللاتينية بجودة وكفاءة للحصول على رخصة بناء ورخصة التشغيل البلدية على التوالي. قامت إستيلي بتحسين أدائها من بطاقة الأداء البلدية لعام 2007، حيث احتلت المرتبة الخامسة من بين 65 بلدية في خمس دول.

## البنية التحتية
إستيلي لديها أفضل نظام إمدادات المياه في البلاد مع تغطية سكانية شبه كاملة. كما أن لديها تغطية واسعة للتخلص من مياه المجاري. [4]
وقد تم بناء ما لا يقل عن ثلاثة مطارات في إستيلي عبر التاريخ، على الرغم من عدم وجود أي منها اليوم. وقد لعبت إحدى المطارات الأولى الموثقة دور المطار البديل من 1930-1934 عندما أنشأت تاكا الخدمة لنقل الركاب مع طريق السلفادور-تيغوسيغالبا دانلي-أوكوتال-إستيلي-ماناغوا. لا تومبسون، التي تبعد ثلاثة أميال شمال إستيلي، حيث تم بناء مهبط الطائرات الثاني واستخدامه من قبل شركة تدعى «ثونسون كورويل» للمساعدة في إكمال امتداد الطريق السريع للبلدان الأمريكية. تم بناء المطار الثالث في الطرف الشمالي من المدينة في الثمانينيات، ولكن تم التحضر الآن.
في عام 1940 بذلت جهود لتوسيع السكك الحديدية نيكاراغوا من الصلصة إلى الشمال عبر إستيلي. وقد بنيت ثلاثة عشر كيلومترا من السكك الحديدية، مدينة ريو غراندي، وجسر السكك الحديدية بقصد أخذ السكك الحديدية تصل إلى استيلي على طول نهر أكسبالابا أو فيلانويفا، التي تنشأ في جبال كويابوك؛ ومع ذلك، تم التخلي عن المشروع.
باشيلر أوسكار كوريا مولينا هو خالق لقب «إل ديامانت دي لا سيغوفيا».

## الرياضة
إستيلي هو موطن واحد من أنجح والأكثر شعبية أندية كرة القدم في البلاد، ريال إستيلي، الملقب ب «إل ترين ديل نورتي» («قطار الشمال»). وهم يلعبون مبارياتهم المنزلية في ملعب الاستقلال، وهو الاسم الذي أنشأته أوسكار كوريا مولينا.
كما أنها موطن لفريق البيسبول المهنية، Estelí، مما يجعلها واحدة من ثلاث مدن فقط في البلاد مع كل من كرة القدم المهنية (كرة القدم) وفريق البيسبول. خلال السبعينيات، شارك إستيلي في بطولة «روبرتو كليمنتي» للبيسبول، وكان واحدا من أفضل فرق البيسبول في البلاد بمساعدة لاعبي الدوري الكبير لمرة واحدة مثل بورفي ألتاميرانو وألبرت ويليامز.

## فن الطهو
بسبب ارتفاعها استيلي يمكن أن تكون باردة جدا في الليل أو في الصباح وحتى الباردة في فصل الشتاء. وهكذا، مثل جميع المناطق الجبلية الشمالية من نيكاراغوا، فن الطهو إستيلي يتكون من نظام غذائي الجبلية القلبية من لحوم البقر، لعبة، لحم العجل، الأرنب، الإوز، النقانق، والحساء الثقيلة مثل ألبونديغا، كيزو، ريس، الخ. هناك استهلاك عالية من منتجات الحليب مثل الجبن المدخن أو حار مثل أهومادو وبيكانت، والأطباق الإقليمية القائمة على الذرة مثل مونتوكاس لذيذ، ريبوشيتاس المالحة الحامض، وغويريلاس شبه الحلو. لتناول وجبة الإفطار، كوريزو، الفاصوليا المجففة، والقشدة الحامضة، والخبز النمط محلية الصنع هي أكثر شيوعا والقهوة السوداء هي ملك المشروبات في أي وقت من اليوم. على الرغم من أن غير قانوني، كوسوسا (مشروب كحولي واضح) كما تستهلك، وخاصة على مشارف المدينة أو في كانتيناس الصغيرة (الحانات).

## أشخاص بارزين
- Dr. Larry J. Molina Irías الدكتور لاري J. مولينا إيرياس.فاز مرتين بالميدالية الرئاسية لكونه أفضل طالب من نيكاراغوا. طبيب أسنان وطبيب الأسنان. الدكتور مولينا هو مبشر طبي، وقد قام ببعثات في أفريقيا وحول البلاد من نيكاراغوا. الدكتور مولينا تمتلك عيادة خاصة في إستيلي، نيكاراغوا.
- Pedro X. Molina بيدرو X. مولينا. رسام الكاريكاتير الحائز على جائزة. فاز مؤخرا المركز الأول في كونكورس الدولية للفنون فيسوالز جوستي صب ريري في فئة «ديسين فكري»، الخ.
- Adolfo Altamirano Castillo أدولفو ألتاميرانو كاستيلو. دبلوماسي، سياسي. موقعة معاهدة هاريسون - ألتاميرانو لعام 1905 بين نيكاراغوا وبريطانيا العظمى التي أغلقت الفصل المتعلق بمطالبات بريطانيا العظمى بالساحل الأطلسي لنيكاراغوا.
- Don Juan Carlos دون خوان كارلوس دي فيلشيز ي كابريرا، أسقف ليون والمسؤول عن الانتهاء من كاتدرائية العذراء مريم ليون، نيكاراغوا. ولد في بويبلو نويفو.
- Oscar Corea Molina أوسكار كوريا مولينا، ولد في إستيلي، نيكاراغوا. المالك ومؤسس ليسيو صموئيل ميزا ومعهد ريو بيدرا، وهو أيضا شخصية الراديو الذي خلق رقم واحد برنامج إذاعي «الترامبولين 43» في راديو أوندا سيغوفيانا، كنز أمين نادي الأسود الدولي، يعيش حاليا كاليفورنيا الولايات المتحدة الأمريكية.
- Claribel Alegr%C3%ADa [الإنجليزية] كلارا إيزابيل أليجريا فيديس، ولدت في إستيلي، هو شاعر نيكاراغوا، مقال، روائي، وصحفي الذي هو صوت كبير في أدب أمريكا الوسطى المعاصرة. وكتبت تحت الاسم المستعار كلاريبيل أليجريا. [2] وقد منحت جائزة نيوستدت الدولية للأدب لعام 2006.
- Isning Gamez إيسنينغ غاميز، المولود في إستيلي، هو منتج تجاري تلفزيوني. وهو حائز على العديد من الجوائز بما في ذلك إيمي وأب وأدي.
- Mauricio J. Corea موريسيو J. كوريا، ولدت في إستيلي وأثارت في ولاية كاليفورنيا، هو رجل أعمال وناشر ومؤسس ديسيسيونيس لا Revista.- وسائل الإعلام انطباعات اعتبارا من عام 2015.- 65,000.
- فرانك بينيدا فرانك بينيدا، ولد في إستيلي، نيكاراغوا، هو المخرج النيكاراغوي، منتج، مدير التصوير، ومصور. وكان عضوا مؤسسا في المعهد الوطني للسينما في نيكاراغوا، وفي المعهد الفرنسي للسينما نيكاراغوينس دي سين، وشارك في تأسيسه مع المخرج الفرنسي فلورنس جوجي، شركة كاميلا فيلمز (نيكاراغوا)، وهي شركة مستقلة لإنتاج الأفلام.
- Marlon José Moreno مارلون خوسيه مورينو، ولد في إستيلي وأثار في كندا، هو رجل أعمال، ناشر ومؤسس اثنين من المجلات المستقلة في تورونتو. وقد حصل في عام 2012 على جائزة «رجل الأعمال للعام» من غرفة التجارة في تورنتو الإسبانية لمساهمته في صناعة الإعلام.
- Fernando Silva فرناندو سيلفا، ولد في إستيلي وأثار في الولايات المتحدة الأمريكية، هو دبا كبار في شركة ثروة 100.
- Ram%C3%B3n Otoniel Olivas [الإنجليزية] رامون أوتونيل أوليفاس، لاعب كرة القدم الدولي نيكاراغوا ومدير الفريق الوطني.
- Pietro Carlos بيترو كارلوس، ولد في إستيلي، هو واحد من كبار المديرين في الأعمال الموسيقية. وقد تمكن من إدارة فنانين مثل ويلي كولون وجوليو إغليسياس وكريستيان كاسترو وشوكسا وجوي مونتانا ولوريانو بريزويلا وما إلى ذلك. كما شغل منصب نائب رئيس شركة إيمي تليفيسا المسجلة في ميامي.

## العلاقات الدولية

### إستيلي مدينة توأم مع
| - Bielefeld, (Germany) - Delft, (Netherlands) - Évry, Essonne, (France) - La Habra, California, (United States) - Linköping, (Sweden) | - Sant Feliu de Llobregat, (Spain) - Sheffield, (United Kingdom) - Stavanger, (Norway) - Stevens Point, Wisconsin, (United States) |

## الروابط الخارجية
- Norte de Nicaragua
- Petroglifos de Esteli, Nicsragua - www.esteli.info